# Poa ursina
Poa ursina är en gräsart som beskrevs av Josef Velenovský. Poa ursina ingår i släktet gröen, och familjen gräs. Inga underarter finns listade i Catalogue of Life.